# Burkhard Segler
Burkhard Segler (* 5. März 1951 in Oberhausen) ist ein ehemaliger deutscher Fußballspieler.

## Karriere

### Vereine
Segler begann beim Oberhausener Stadtteilverein Sterkrade 06/07 mit dem Fußballspielen und rückte 18-jährig in die erste Mannschaft auf, mit der er am Ende seiner Premierensaison im Seniorenbereich die Meisterschaft in der Verbandsliga Niederrhein gewann.
Mit 19 Jahren gehörte Segler dem Kader von Bayer 04 Leverkusen an, für den er in der Regionalliga West zwei Spielzeiten bestritt. Zur Saison 1972/73 wechselte er innerhalb der Spielklasse zum VfL Osnabrück in die Regionalliga Nord, in der er eine Saison aktiv war und mit 24 Toren zum Torschützenkönig avancierte. Im August 1973 verpflichtete Borussia Dortmund den wenige Monate dem Kader des FC Bayern München angehörenden Segler, der am 26. August 1973 (4. Spieltag) in seinem ersten Spiel für die Borussia (beim 2:0-Heimsieg über die SpVgg Erkenschwick) bereits sein erstes von 20 Toren erzielte. Er absolvierte in den beiden Folgespielzeiten der neu geschaffenen und zweigleisigen 2. Bundesliga 58 Spiele und erzielte 14 Tore (alle in der ersten Saison). Von 1976 bis 1979 spielte Segler in der Bundesliga und erzielte 13 Tore in 88 Begegnungen. Seinen Bundesliga-Einstand gab er am 3. August 1976 (1. Spieltag) beim 4:3-Sieg im Auswärtsspiel gegen den Hamburger SV; sein erster Treffer am 17. September 1976 (6. Spieltag) war gleichzeitig der Siegtreffer zum 2:1 im Heimspiel gegen Hertha BSC. Ebenfalls spielte er für den BVB 1979 einmal im DFB-Pokal.
Noch vor Ablauf der Hinrunde wechselte er zum Zweitligisten SC Viktoria Köln, für den er drei Spielzeiten (zwei in der 2. Bundesliga Nord und eine in der Oberliga Nordrhein) bestritt. Für Victoria kam er insgesamt zu 61 Spielen in der 2. Bundesliga und 1980 und 1981 auf vier Pokaleinsätze im DFB-Pokal. Von 1982 bis 1984 war er jeweils eine Saison lang für Rot-Weiß Oberhausen in 32 Punktspielen und zwei Pokalspielen und für den 1. FC Bocholt in der Oberliga Nordrhein in 14 Punktspielen aktiv. Zuletzt spielte er – gemeinsam mit Horst Bertram – für SuS Hüsten 09 in der Oberliga Westfalen und bestritt in der Saison 1985/86 32 Punktspiele, in denen er sechs Tore erzielte.

### Nationalmannschaft
Segler trug einmal das Trikot der Nationalmannschaft: Am 22. Februar 1977 verlor er mit der B-Nationalmannschaft in Orléans mit 0:1 gegen die Auswahl Frankreichs; er wurde für den Braunschweiger Reiner Hollmann eingewechselt.

## Erfolge
- Niederrhein-Meister 1970
- Nordrhein-Meister 1983, 1984
- Torschützenkönig der Regionalliga Nord 1973